# Крайензен
Крайензен (нем. Kreiensen) — коммуна в Германии, в земле Нижняя Саксония.
Входит в состав района Нортхайм. Население составляет 6940 человек (на 31 декабря 2010 года). Занимает площадь 65,32 км². Официальный код — 03 1 55 008.
Коммуна подразделяется на 15 сельских округов.
| Год  | Население |
| ---- | --------- |
| 1990 | 8128      |
| 1995 | 8420      |
| 2000 | 7826      |
| 2005 | 7484      |
| 2010 | 6990      |